# Aldo Polidano
Aldo Polidano (* 13. Februar 1976) ist ein maltesischer Badmintonspieler. 

## Karriere
Aldo Polidano gewann auf Malta von 1990 bis 2012 sechzehn nationale Titel bei den Junioren und bei den Erwachsenen. 1993 und 1995 nahm er an den Badminton-Weltmeisterschaften teil.

## Sportliche Erfolge
| Saison | Veranstaltung                  | Disziplin    | Platz | Name                            |
| ------ | ------------------------------ | ------------ | ----- | ------------------------------- |
| 1990   | Malta: Juniorenmeisterschaften | Herrendoppel | 1     | Simon Spiteri / Aldo Polidano   |
| 1992   | Malta: Einzelmeisterschaften   | Herrendoppel | 1     | Aldo Polidano / Kenneth Vella   |
| 1993   | Malta: Juniorenmeisterschaften | Mixed        | 1     | Aldo Polidano / Jennifer Borg   |
| 1993   | Malta: Juniorenmeisterschaften | Herreneinzel | 1     | Aldo Polidano                   |
| 1993   | Malta: Juniorenmeisterschaften | Herrendoppel | 1     | Aldo Polidano / Neil Spiteri    |
| 1994   | Malta: Juniorenmeisterschaften | Herreneinzel | 1     | Aldo Polodano                   |
| 1994   | Malta: Juniorenmeisterschaften | Herrendoppel | 1     | Aldo Polidano / Neil Spiteri    |
| 1995   | Malta: Einzelmeisterschaften   | Herrendoppel | 1     | Kenneth Vella / Aldo Polidano   |
| 1996   | Malta: Einzelmeisterschaften   | Herrendoppel | 1     | Kenneth Vella / Aldo Polidano   |
| 1997   | Malta: Einzelmeisterschaften   | Herrendoppel | 1     | Kenneth Vella / Aldo Polidano   |
| 1999   | Malta: Einzelmeisterschaften   | Mixed        | 1     | Aldo Polidano / Joanne Grech    |
| 1999   | Malta: Einzelmeisterschaften   | Herrendoppel | 1     | Kenneth Vella / Aldo Polidano   |
| 2000   | Malta: Einzelmeisterschaften   | Mixed        | 1     | Aldo Polidano / Joanne Cassar   |
| 2000   | Malta: Einzelmeisterschaften   | Herrendoppel | 1     | Kenneth Vella / Aldo Polidano   |
| 2004   | Malta: Einzelmeisterschaften   | Herreneinzel | 1     | Aldo Polidano                   |
| 2011   | Malta: Einzelmeisterschaften   | Herrendoppel | 1     | Stefan Salomone / Aldo Polidano |
| 2012   | Malta: Einzelmeisterschaften   | Herrendoppel | 1     | Stefan Salomone / Aldo Polidano |